# Typhoon Motion Theater
Typhoon Motion Theater, ou simplesmente Typhoon é um simulador fabricado pela Triotech Amusement capaz de simular passeios em alta velocidade por diversos contextos de aventura, utilizando-se para tanto de uma tela LCD de 42', dois ventiladores laterais e som Dolby Digital 5.1 Surround Sound. O Typhoon sucedeu seu modelo antecessor, o Mad Wave Motion Theater.

## Filmes
- Ravine Racer
- Astro Pinball
- Canyon Coaster
- Super Jets